# Camps-la-Source
Camps-la-Source, település Franciaországban, a Provence-Alpes-Côte d’Azur régióban, Var megyében.

## Fekvése
A Brignoles délkeleti szomszédjában, az 591 m magas Saint-Quinis lábától 5 km-rel délnyugatra fekvő település.

## Története
A terület már a gall-római időkben lakott volt, amit egy itt feltárt ősi település nyomai: egy villa és egy bekeretezett forrás is jeleznek.
A 6. században az itteni vad sziklák közé vonult vissza remeteként Vaison-la-Romaine püspöke.
Nevét a középkorban Camps-la-Source néven említették először, majd 1012—ben CAMIS és egy kicsit később 1060-tól sokáig Camps néven, majd Camps-les-Brignoles volt említve a közeli apátság, a La Celle uralma alatt.

## Nevezetességek
- Notre-Dame plébániatemplom és torony - klasszikus stílusban épült, többször átépítették.
- Saint-Clair templom
- Saint-Quinis remeteség romjai
- Saint-Martin és Saint-Sébastien romos kápolnák a Saint-Quinis-hoz vezető úton.
- Bormúzeum

## Galéria

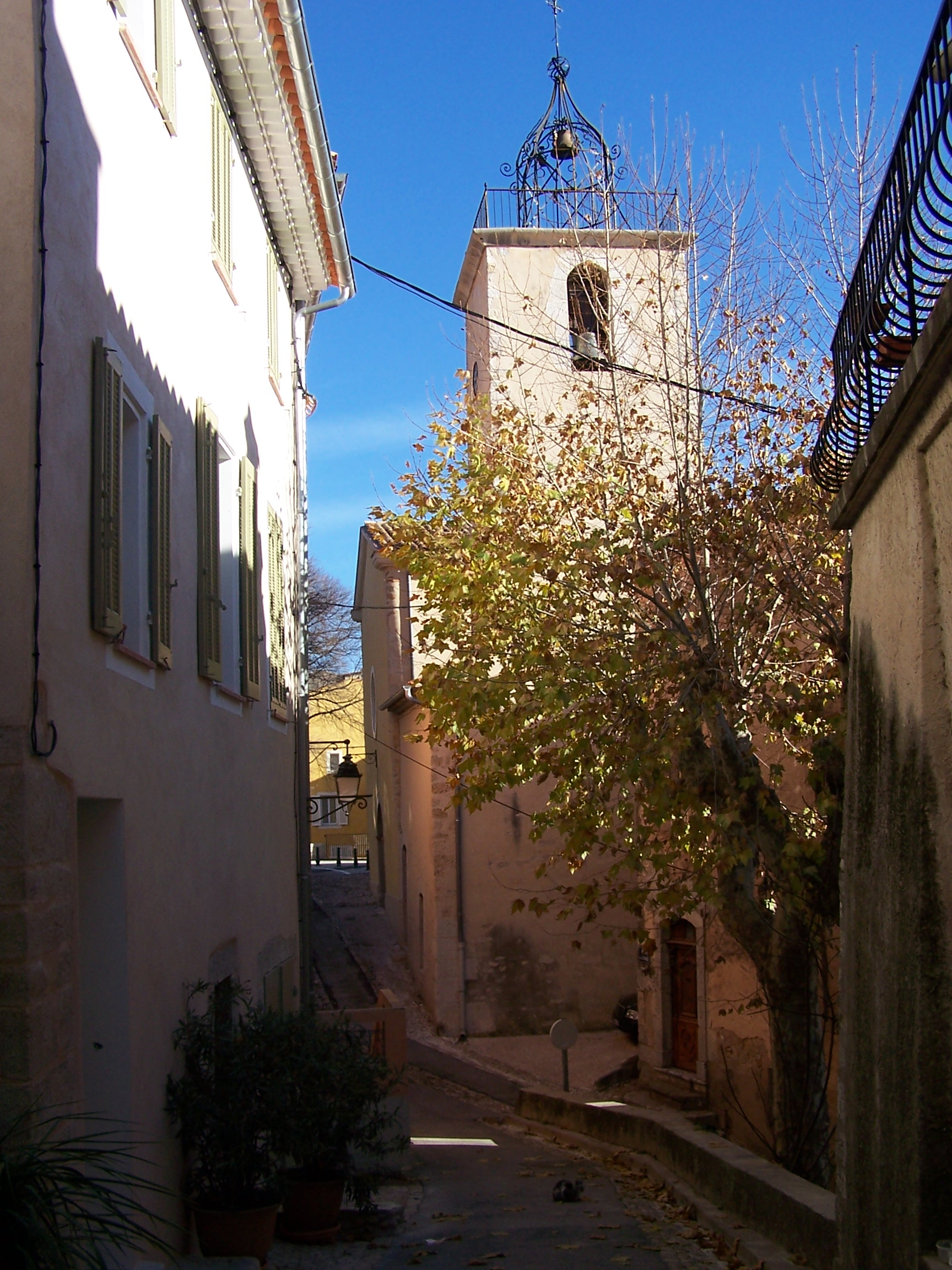
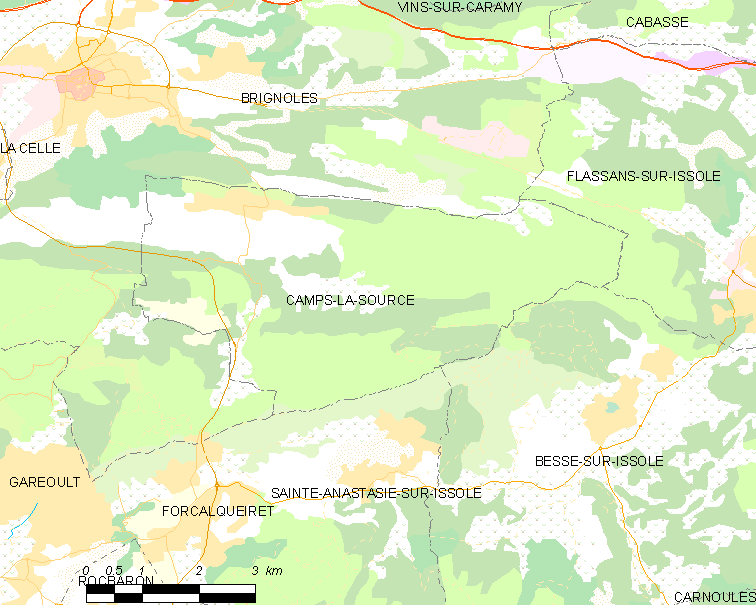